# Pausanias de Oréstide
Pausanias de Oréstide (Griego: Παυσανίας ἐκ τῆς Ὀρεστίδος) fue el miembro de la guardia real que asesinó en el 336 a. C. a Filipo II de Macedonia, posiblemente bajo instigación de su esposa Olimpia. Fue capturado y asesinado. La hipótesis más popular acerca del porqué del asesinato de Filipo II de Macedonia fue detallada por Diodoro Sículo a base de una mención hecha por Aristóteles. Sin embargo la versión de Diodoro fue elaborada dos siglos después del reinado de Filipo II, sin mencionar fuente alguna por lo que debe tomarse con suma cautela.
Según Diodoro, el general Atalo culpó a Pausanias de Oréstide por la muerte de su amigo también llamado Pausanias. Tiempo atrás Filipo y Pausanias de Oréstide habrían sido amantes pero esta relación finalizó y Filipo comenzó una nueva relación amorosa con el amigo de Atalo, llamado también Pausanias. Pausanias de Oréstide, sintiéndose rechazado, insultó a su rival amoroso en público. Pausanias, el amigo de Atalo, para conservar su honor, se suicidó poniéndose en peligro en una batalla mientras protegía simultáneamente a su rey. Devastado por la trágica muerte, Atalo buscó dar un castigo a Pausanias de Oréstide y lo consiguió: un día lo embriagó para luego aprovecharse sexualmente de él. Por diversos motivos, Filipo no castigó a Atalo. Pausanias fue promovido a la guardia real, quizás como una mera consolación por el hecho.
Se supuso que ese hecho de impunidad tendría algo que ver con los motivos que poseía Pausanias para asesinar a Filipo. Sin embargo, Diodoro, quien apoya esta idea como una riña personal de Pausanias, data este hecho alrededor del mismo tiempo que tuvieron lugar las campañas de Filipo II contra Pleurato, rey de los ilirios, que ocurrieron alrededor del 344 a. C. Esto podría significar que Pausanias esperó alrededor de ocho años para cometer el asesinato y saldar cuentas. Pero no todas las guerras emprendidas por parte de Filipo contra los ilirios son conocidas; por lo tanto es posible que haya habido otras guerras contra estos en el 337 a. C.
Pausanias asesinó a Filipo II de Macedonia en la boda de su hija Cleopatra con su cuñado Alejandro de Epiro, y mientras trataba de huir hacia las puertas de la ciudad se tropezó accidentalmente con la raíz de una parra y se dice que fue matado a lanzazos por parte de Átalo, Leonato y Perdicas, quienes además eran guardaespaldas y amigos cercanos de Alejandro. Alejandro ordenó que el cadáver de Pausanias fuera crucificado, pero cuando él dejó Macedonia su madre mandó construir un memorial en honor al difunto. El asesinato de cierta forma fue premeditado, se encontraron caballos en las cercanías donde Pausanias había huido. En el juicio de asesinato, Heromenes y Arrabeo fueron encontrados culpables de conspirar con Pausanias y por lo tanto fueron ejecutados. Leonato, quien fue el que mató a Pausanias de un lanzazo, fue degradado, posiblemente bajo la sospecha de que él estaba tratando de prevenir que Pausanias fuera interrogado.